# كونراد أنكر
كونراد أنكر (بالإنجليزية: Conrad Anker)‏ هو كاتب أمريكي، ولد في 27 نوفمبر 1962 في كاليفورنيا في الولايات المتحدة.

## وصلات خارجية
- الموقع الرسمي
- كونراد أنكر على موقع IMDb (الإنجليزية)
- كونراد أنكر على موقع قاعدة بيانات الفيلم (الإنجليزية)